# Rémy Descamps
Rémy Descamps (Marcq-en-Barœul, 25 juni 1996) is een Franse doelman die sinds 2021 uitkomt voor FC Nantes.

## Carrière
Descamps genoot zijn jeugdopleiding bij Verlinghem Football, Lille OSC, Tarbes Pyrénées Football, Clermont Foot en Paris Saint-Germain. Met de U19 van Paris Saint-Germain haalde hij in het seizoen 2015/16 de finale van de UEFA Youth League. Tijdens dat toernooi de eerste groepswedstrijd tegen Malmö FF, maar tijdens de overige wedstrijden – inclusief de verloren finale tegen Chelsea FC – stond hij in doel. Descamps stroomde bij PSG uiteindelijk door naar het beloftenelftal, maar voor het eerste elftal speelde hij nooit een officiële wedstrijd. De club leende hem uit aan Tours FC (2018) en Clermont Foot (2018/19).
In augustus 2019 maakte Descamps een definitieve transfer naar de Belgische eersteklasser Sporting Charleroi. Met zijn vijftien jaar oudere landgenoot Nicolas Penneteau had hij daar een stevige concurrent in doel, waardoor hij pas op 2 december 2020 zijn officiële debuut voor de club kon maken in de competitiewedstrijd tegen Waasland-Beveren. Nadien speelde hij in het overige deel van het seizoen de meeste wedstrijden. Toch stapte hij in juni 2021 over naar FC Nantes.
Op 18 december 2021 maakte Rémy Descamps zijn officiële debuut in het eerste elftal van Nantes: trainer Antoine Kombouaré liet hem starten in de bekerwedstrijd tegen FC Sochaux. Na een 0-0 in de reguliere speeltijd stopte Descamps in de strafschoppenserie de poging van Christophe Diedhiou, waarop Nantes zich plaatste voor de zestiende finale. Eerder had Descamps ook al twee competitiewedstrijden gespeeld voor het tweede elftal van Nantes in de Championnat National 2.

## Clubstatistieken
| Seizoen         | Club                  | Land               | Competitie             | Competitie | Competitie | Beker | Beker | Supercup | Supercup | Europees | Europees | Totaal | Totaal |
| Seizoen         | Club                  | Land               | Competitie             | Wed.       | Dlp.       | Wed.  | Dlp.  | Wed.     | Dlp.     | Wed.     | Dlp.     | Wed.   | Dlp.   |
| --------------- | --------------------- | ------------------ | ---------------------- | ---------- | ---------- | ----- | ----- | -------- | -------- | -------- | -------- | ------ | ------ |
| 2015/16         | Paris Saint-Germain B | Vlag van Frankrijk | CFA                    | 20         | 0          | —     | —     | —        | —        | —        | —        | 20     | 0      |
| 2016/17         | Paris Saint-Germain B | Vlag van Frankrijk | CFA                    | 25         | 0          | —     | —     | —        | —        | —        | —        | 25     | 0      |
| 2017/18         | Paris Saint-Germain B | Vlag van Frankrijk | Championnat National 2 | 14         | 0          | —     | —     | —        | —        | —        | —        | 14     | 0      |
| 2017/18         | → Tours FC            | Vlag van Frankrijk | Ligue 2                | 19         | 0          | 2     | 0     | —        | —        | —        | —        | 21     | 0      |
| 2018/19         | → Clermont Foot       | Vlag van Frankrijk | Ligue 2                | 28         | 0          | 0     | 0     | —        | —        | —        | —        | 28     | 0      |
| 2018/19         | → Clermont Foot B     | Vlag van Frankrijk | Championnat National 3 | 1          | 0          | —     | —     | —        | —        | —        | —        | 1      | 0      |
| 2019/20         | Sporting Charleroi    | Vlag van België    | Jupiler Pro League     | 0          | 0          | 0     | 0     | —        | —        | —        | —        | 0      | 0      |
| 2020/21         | Sporting Charleroi    | Vlag van België    | Jupiler Pro League     | 14         | 0          | 2     | 0     | —        | —        | —        | —        | 16     | 0      |
| 2021/22         | FC Nantes             | Vlag van Frankrijk | Ligue 1                | 0          | 0          | 1     | 0     | —        | —        | —        | —        | 1      | 0      |
| 2021/22         | FC Nantes B           | Vlag van Frankrijk | Championnat National 2 | 2          | 0          | —     | —     | —        | —        | —        | —        | 2      | 0      |
| Carrière totaal | Carrière totaal       | Carrière totaal    | Carrière totaal        | 123        | 0          | 5     | 0     | 0        | 0        | 0        | 0        | 128    | 0      |

Bijgewerkt op 21 december 2021.